# 飯野詩帆
飯野 詩帆（いいの しほ、1994年〈平成6年〉10月29日 - ）は、日本のフリーアナウンサー。エス・オー・プロモーション所属。

## 経歴・人物
群馬県藤岡市に生まれる。「人が好きで、人と話すのが好き」だったこともあり、中学校3年生の時からアナウンサーに憧れていた。
本庄東高等学校卒業後、フェリス女学院大学国際交流学部に進む。大学在籍中に、フジテレビのアナウンストレーニング講座「アナトレ」を受講していた。また2015年秋には、毎年フェリスの大学祭「Ferris Festival」で行われる「FerriStrongest 2015」に出場し、ファイナリストに進出した。また、どんな話題にも対応できるアナウンサーを目指して様々なことにチャレンジした。学校の勉強だけでなく資格取得やアルバイトにも精を出す。
大学を卒業後の2017年、群馬テレビに入社した。報道局報道部での記者業務を経て、2018年4月よりアナウンサーを兼務する。
2019年5月13日、春の全国交通安全運動に合わせて大泉警察署の一日警察署長を受任する。千代田町の路上で県のマスコットキャラクターであるぐんまちゃんと一緒にチラシ配りなどをし、県民に交通安全を呼びかけた。
2020年2月26日放送の『ニュースeye8』において、群馬テレビを退社する事を公表した。その2日後には本人のInstagramでも退社を公表した。2021年6月からエス・オー・プロモーションに所属している。
趣味はコーヒーの豆探し。

## 現在の担当番組
- 南関東地方競馬チャンネル（2022年4月29日 - 、スカパー!） - MC[10][11]
- Stock Voice international 「WORLD MARKETZ」 金曜日アシスタント（ストックボイスTV)[12]

## 過去の担当番組
- ひるポチッ! - メインキャスター
- ぐんま!トリビア図鑑
- ニュースジャスト200 - メインキャスター
- ニュースJUST6 - お天気キャスター
- ビジネスジャーナル - リポーター
- ニュースeye8
- はばたけ!ぐんまの子どもたち - ナレーター[13]